# Acropora sirikitiae
Acropora sirikitiae is een rifkoralensoort uit de familie van de Acroporidae. De wetenschappelijke naam van de soort is voor het eerst geldig gepubliceerd in 2012 door Wallace, Phongsuwan & Muir.